# Монокль (об'єктив)
Моно́кль — найпростіший об'єктив, який складається з ввігнуто-опуклої лінзи, яка часто називається меніском. Моноклю властиві всі аберації, тому зображення, яке він дає, має незначну різкість, особливо з країв. Застосовується переважно для портретних зйомок, рідше для фотографування пейзажів.
Класичним є об'єктив монокль, запропонований Вільямом Волластоном, на початку XIX століття, як об'єктив для камери-обскури.
Являє собою меніск, звернений увігнутістю назовні (до предмету). Апертурна діафрагма розташована перед лінзою.
Таке компонування дозволяє деякою мірою виправити астигматизм і дещо зменшити кривизну поля зображення (за рахунок від'ємного астигматизму передної (увігнотої) поверхні), а також повністю усунути кому (за рахунок положення діафрагми).
Невиправленими залишаються сферична аберація, дисторсія і хроматичні аберації. Причому, якщо сферичну аберацію можна зменшити диафрагмуванням, то хроматичні аберації і дисторсія для монокля непереборні.
Зображення, створюване моноклем, як правило, малоконтрастне, і має невисоку, убуваючу до країв, різкість. Однак, при значному діафрагмуванні різкість монокля помітно підвищується.
В даний час застосовується фотографами, як творчий мягкорісующий об'єктив, переважно для портретних, пейзажних зйомок, а також зйомки натюрморту.
Характерний «малюнок» об'єктива монокль визначається величиною невиправлених аберацій (в основному сферичної), яка в свою чергу залежить від оптичних властивостей лінзи меніска, її геометричних розмірів, а також величини отвору в діафрагмі. Як правило, малюнок монокля неможливо імітувати при обробці фотоматеріалів або у графічних редакторах. Цим пояснюється популярність використання об'єктивів моноклів серед сучасних фотографів.